# 페테나이아
페테나이아(학명: Petenaea cordata 페테나이아 코르다타[*])는 페테나이아속(Petenaea) 및 페테나이아과(Petenaeataceae)의 유일속이다. 처음에는 담팔수과로 기술했고 나중에 피나무과로 분류하기도 했으나 오랫동안 대부분의 분류학자들이 분류학적 위치가 불확실한 종으로 취급했다. APG III 분류 체계도 분류학적 위치가 불확실한 종(incertae sedis)으로 간주했다. 그러나 최근 과테말라로부터 수집한 표본의 분자생물학적 연구 결과에 의해, 후에르테아목의 아프리카 분류군인 게라르디나속과 자매군 관계에 있는 것으로 밝혀졌다. 그리하여 이제 별도의 독립된 과로 분류하고 있다.

## 계통 분류
2013년 크리스텐휴즈 등(M. J. M. CHRISTENHUSZ et al.)의 연구에 기반한 후에르테아목의 계통 분류는 다음과 같다.
| 페테나이아과 | 페테나이아속 |
|              | 페테나이아속 |
| 게라르디나과 | 게라르디나속 |
|              | 게라르디나속 |

|  | 후에르테아속 |
|  |              |
|  | 타피스키아속 |
|  |              |

|  | 디펜토돈속   |
|  |              |
|  | 페로테티아속 |
|  |              |

|  | 후에르테아속 |
|  |              |
|  | 타피스키아속 |
|  |              |

|  | 디펜토돈속   |
|  |              |
|  | 페로테티아속 |
|  |              |

| 페테나이아과 | 페테나이아속 |
|              | 페테나이아속 |
| 게라르디나과 | 게라르디나속 |
|              | 게라르디나속 |

|  | 후에르테아속 |
|  |              |
|  | 타피스키아속 |
|  |              |

|  | 디펜토돈속   |
|  |              |
|  | 페로테티아속 |
|  |              |

|  | 후에르테아속 |
|  |              |
|  | 타피스키아속 |
|  |              |

|  | 디펜토돈속   |
|  |              |
|  | 페로테티아속 |
|  |              |